# Tour de Saint-Étienne
La tour de Saint-Étienne (en italien : Torre di Santo Stefano) est le seul vestige d'une ancienne abbaye du XIe siècle situé dans la ville d'Ivrée au Piémont en Italie.

## Histoire
La tour est l'ancien clocher roman, seule partie survivante, du complexe abbatial de Saint-Étienne, fondé en 1041 par des moines bénédictins provenant de la proche abbaye de Fruttuaria sur volonté de l'évêque d'Ivrée, Henri II. L'abbaye est construite sur le site d'une précédente église probablement remontante au Ve siècle en utilisant matériaux de récupération provenant d'anciennes ruines romaines.